# うちのお父ちゃん
『うちのお父ちゃん』（うちのおとうちゃん）は、1966年1月3日から同年9月26日までTBS系列の『ブラザー劇場』枠で放送されたテレビドラマである。全39回。

## 概要
東京・下町の商家を舞台に、戦後次第に薄らいでいく、親孝行の精神に一度焦点を当てる作品。
『ブラザー劇場』初の現代劇。後に『コメットさん』（九重佑三子版）にレギュラー出演する蔵忠芳が出演している。

## 出演者
- 伴淳三郎
- 中村メイコ
- 藤田まこと
- 千石規子
- 水科慶子
- なべおさみ
- 北林早苗
- 蔵忠芳

ほか

## 参考資料
テレビドラマデータベース